# Vanuatus riksvapen
På Vanuatus riksvapen syns ett berg och en traditionell melanesisk krigare. Banderollen bär inskriptionen "Vi står med Gud", skriven på bislama, en sorts pidginengelska. Bakom ryggen på krigaren visas nationalemblemet: en svinbete och två namele-kvistar. De symboliserar rikedom respektive folkets traditionella levnadssätt.